# Blakesley Burkhart
Blakesley Burkhart é uma astrofísica estadunidense. Recebeu o Prêmio Annie J. Cannon de Astronomia de 2019.

## Carreira
Burkhart obteve um Ph.D. em astronomia na Universidade de Wisconsin-Madison." No pós-doutorado esteve no Harvard-Smithsonian Center for Astrophysics, onde trabalhou com Mark R. Krumholz e outros para desenvolver um modelo unificado de galáxias de disco, trabalhando para explicar por que estas galáxias uma uma menor taxa de formação estelar que a predita por outros modelos. Em agosto de 2018 tornou-se cientista pesquisadora associada do Center for Computational Astrophysics do Flatiron Institute. Está programado para começar a trabalhar como professora assistente da Universidade Rutgers no Departamento de Física e Astronomia em setembro de 2019.

## Publicações selecionadas
- Burkhart, Blakesley; Falceta-Gonçalves, D.; Kowal, G.; Lazarian, A. (1 de março de 2009). «DENSITY STUDIES OF MHD INTERSTELLAR TURBULENCE: STATISTICAL MOMENTS, CORRELATIONS AND BISPECTRUM». The Astrophysical Journal. 693 (1): 250–266. ISSN 0004-637X. doi:10.1088/0004-637X/693/1/250
- Gaensler, B. M.; Haverkorn, M.; Burkhart, B.; Newton–McGee, K. J.; Ekers, R. D.; Lazarian, A.; McClure–Griffiths, N. M.; Robishaw, T.; Dickey, J. M. (5 de outubro de 2011). «Low-Mach-number turbulence in interstellar gas revealed by radio polarization gradients». Nature (em inglês). 478 (7368): 214–217. ISSN 0028-0836. doi:10.1038/nature10446
- Burkhart, Blakesley; Stanimirović, Snežana; Lazarian, A.; Kowal, Grzegorz (10 de janeiro de 2010). «CHARACTERIZING MAGNETOHYDRODYNAMIC TURBULENCE IN THE SMALL MAGELLANIC CLOUD». The Astrophysical Journal. 708 (2): 1204–1220. ISSN 0004-637X. doi:10.1088/0004-637X/708/2/1204

## Vídeos de aulas selecionados
- "The Photon Underproduction Crisis Solved: The Effect of AGN Feedback on the Low Redshift Lyman-alpha Forest", Institute for Theory and Computation, February 8, 2018
- Dr. Burkhart lecturing on “Galaxies as Star-Forming Engines: Simulating the Turbulent Birth of Stars”, Radcliffe Institute for Advanced Study, Harvard, October 14, 2016[6]

## Prêmios e condecorações
- Prêmio Robert J. Trumpler, 2018[7]
- Prêmio Annie J. Cannon de Astronomia, 2019[1]